# Şordəhnə
Şordəhnə è un comune dell'Azerbaigian situato nel distretto di Ağdaş. Conta una popolazione di 957 abitanti.